# Jacques Deny
Pour les articles homonymes, voir Deny (homonymie).
Jacques Deny, né le 22 octobre 1916 à Alger et mort le 1er janvier 2016 à Gérardmer, est un mathématicien français qui travaillait en analyse et notamment en  théorie du potentiel.

## Biographie
Jacques Deny obtient l'agrégation de mathématiques en 1938 et soutient en 1949 à Strasbourg une thèse préparée sous la direction de Henri Cartan. Il est ensuite professeur à l’université Paris-Sud (Paris XI) à Orsay. Il anime à Paris, avec Marcel Brelot et Gustave Choquet , un séminaire en théorie du potentiel (fondé par  Marcel Brelot en 1956). Par ailleurs, il travaille sur la théorie des distributions, les équations différentielles et la topologie. Les résultats en théorie du potentiel qui constituent sa thèse sont exposés par Jacques-Louis Lions en 1951 au séminaire Bourbaki et Deny lui-même fait des exposés au séminaire Bourbaki en 1956/57 et 1959/60 portant sur des travaux commun concernant les espaces de Dirichlet avec Arne Beurling, avec qui il collabore, et sur la théorie du potentiel. En 1955/56, 1957 et en 1962 il est à l'Institute for Advanced Study.
En 1958 il participe à la création  du Département de Mathématiques  de la Facultés des sciences d'Orsay, avec Hubert Delange et Jean-Pierre Kahane, où il enseignera jusqu’à sa retraite en 1982.
Il fonde en 1972, avec les professeurs Roger Temam et Charles Goulaouic, le Laboratoire d'analyse Numérique et Fonctionnelle,,.
Parmi ses élèves, il y a  Paul-André Meyer.

## Travaux (sélection)
- avec Gustave Choquet, « Sur quelques propriétés de moyenne caractéristiques des fonctions harmoniques et polyharmoniques », Bulletin de la Société Mathématique de France, vol. 72,‎ 1944, p. 118-140 (lire en ligne)
- « Systèmes totaux de fonctions harmoniques », Annales de l’institut Fourier, vol. 1,‎ 1949, p. 103-113 (lire en ligne)
- « Les potentiels d’énergie finie », Acta Mathematica, vol. 82,‎ 1950, p. 107-183
- avec Jacques-Louis Lions, « Les espaces du type de Beppo Levi », Annales de l’institut Fourier, vol. 5,‎ 1954, p. 305-370 (lire en ligne)
- « Les deux aspects de la théorie du potentiel », Séminaire Bourbaki, vol. 4, exposé 148,‎ 1956-1958
- avec Arne Beurling, « Espaces de Dirichlet. I. Le cas élémentaire », Acta Mathematica, vol. 99,‎ 1958, p. 203-224
- « Formes et espaces de Dirichlet », Séminaire Bourbaki, vol. 5, exposé 187,‎ 1958-1960
- avec Arne Beurling, « Dirichlet Spaces », Proceedings of the National Academy of Sciences, vol. 45,‎ 1959, p. 208-215 (lire en ligne)
- « Les noyaux élémentaires », Séminaire Brelot-Choquet-Deny : Théorie du potentiel, vol. 4 exposé 4,‎ 1959/1960 (lire en ligne)
- « Développements récents de la théorie du potentiel », Séminaire Bourbaki, vol. 14 exposé 403,‎ 1971/1972 (lire en ligne)